# Diplacina braueri
Diplacina braueri är en trollsländeart som beskrevs av Selys 1882. Diplacina braueri ingår i släktet Diplacina och familjen segeltrollsländor. IUCN kategoriserar arten globalt som livskraftig. Inga underarter finns listade i Catalogue of Life.